# Laphystiopsis latirostris
Laphystiopsis latirostris is een vlokreeftensoort uit de familie van de Laphystiopsidae. De wetenschappelijke naam van de soort is voor het eerst geldig gepubliceerd in 1986 door Ledoyer.